# Centre interdisciplinaire d'étude des religions et de la laïcité
 (mai 2018).
Si vous disposez d'ouvrages ou d'articles de référence ou si vous connaissez des sites web de qualité traitant du thème abordé ici, merci de compléter l'article en donnant les références utiles à sa vérifiabilité et en les liant à la section « Notes et références ».
Le Centre interdisciplinaire d’étude des religions et de la laïcité (CIERL) de l’université libre de Bruxelles est un des dix laboratoires de référence en Sciences humaines au sein de la Communauté française de Belgique.